# Drippin
I Drippin (드리핀?; stilizzato tutto in maiuscolo) sono una boy band sudcoreana formata da sei membri: Yunseong, Hyeop, Changuk, Dongyun, Minseo e Junho. Originalmente composto da sette membri, includendo Alex, che ha lasciato il gruppo nel 2023 per motivi di salute, i Dripping hanno debuttato sotto la Woollim Entertainment con l'EP Boyager, pubblicato il 28 ottobre 2020.
Un secondo extended play, A Better Tomorrow, è stato pubblicato a marzo 2021, succeduto poi a gennaio del 2022 dall'album Villain. Il 15 novembre dello stesso anno è uscito il loro album in studio di debutto, intitolato Villain: The End.
Dal 26 gennaio 2023, Alex è in pausa a causa di problemi di salute.

## Formazione
- Yunseong (윤성) – leader, voce
- Hyeop (협) – voce
- Changuk (창욱) – voce
- Dongyun (동윤) – rap
- Minseo (민서) – voce
- Junho (준호) – voce

Ex-membri
- Alex (알렉스) – voce, rap

## Discografia

### Album in studio
- 2022 – Villain: The End

### EP
- 2020 – Boyager
- 2021 – A Better Tomorrow
- 2022 – Villain

### Singoli
- 2021 – Free Pass
- 2021 – Vertigo
- 2022 – So Good
- 2022 – Villain: Zero
- 2023 – Seven Sins
- 2023 – Hello Goodbye

## Filmografia

### Reality show
- We Are DRIPPIN (2020)
- GAME KING (2020)
- LET'S DRIPPIN (2021)
- SSAP-DANCE (2021)
- Parasite Challenge (2021)
- Welcome to DREAMIN LAND (2021)
- DRIPPIN World Tour (2021)